# 高恰伊
高恰伊，是匈牙利索博尔奇-索特马尔-贝拉格州所辖的一个村。总面积19.82平方公里，总人口903，人口密度45.6人/平方公里（2011年1月1日）。